# Jetmir Sefa
Jetmir Sefa (ur. 30 stycznia 1987 w Tiranie) – albański piłkarz. Należał do albańskich reprezentacji U-17, U-19, U-21 i seniorskiej.